# Утьев, Анатолий Иванович
Анатолий Иванович Утьев (13 сентября 1942, Алма-Ата, Казахская ССР — 25 апреля 2016, Алма-Ата) — советский и российский волейбольный тренер, Заслуженный тренер Казахской ССР.

## Биография
Родился 13 сентября 1942 года в городе Алма-Ата Казахской ССР. В восьмилетнем возрасте увлекался футболом и волейболом, а посещая занятия успешно совмещал учёбу и спорт. В 1961 году в Республиканском первенстве ДСО «Спартак» играя за сборную команды Министерства автотранспорта стал Чемпионом Казахстана по футболу. Свою трудовую деятельность начал на заводе имени С. М. Кирова по профессии слесарь-жестянщик, куда он пришел после окончания школы.
Вернувшись из армии некоторое время предпочитал футбол, однако не увидев для себя карьерного роста в этом спорте, окончательно переключился на волейбол. Выступая за спартаковскую команду в 1967 году был удостоен звания Чемпиона Казахстана Республиканского совета ДСО «Спартак» по волейболу. В этом же году был награждён грамотой Комитета по физической культуре и спорту при Совете Министров СССР за победу в первом этапе смотра-конкурса среди тренеров СДЮШОР «К Олимпийским стартам готовы»
С 1968 по 1973 год проходил обучение в Казахском государственном институте на факультете физической культуры на заочной форме обучения. С 1969 года приступил к тренерской карьере в ДЮСШ спортивного клуба «Волна». Был первым тренером известной казахстанской волейболистки Бересневой Радмилы Сергеевны.
Умер 25 апреля 2016 года в Алма-Ате.